# Pretty Baby: Brooke Shields
Pour plus de détails, voir Fiche technique et Distribution.
Pretty Baby: Brooke Shields est un film documentaire américain en deux parties écrit et réalisé par Lana Wilson et sorti en 2023.
Le titre fait référence au film La Petite (titre original Pretty Baby) de Louis Malle, sorti en 1978 et dans lequel Brooke Shields tient le rôle principal.

## Synopsis
Brooke Shields, actrice, mannequin et icône américaine, réfléchit sur sa vie et sa carrière, à partir de ses débuts dans la publicité dès ses onze mois et ses premiers rôles au cinéma, jusqu'à son émancipation après avoir obtenu son diplôme de l'université de Princeton en 1987. Elle découvre son pouvoir après avoir été une adolescente sexualisée.

## Fiche technique
- Titre original : Pretty Baby: Brooke Shields
- Réalisation : Lana Wilson
- Photographie : John Benam, Emily Topper
- Montage : Sara Newens, David Teague, Anne Yao
- Musique : T. Griffin
- Pays de production : États-Unis
- Langue originale : anglais
- Format : couleur
- Genre : documentaire
- Durée : 138 minutes (1ère partie : 69 minutes ; 2e partie : 71 minutes)
- Dates de sortie : 
  -  États-Unis : 20 janvier 2023 (Festival du film de Sundance)
  -  États-Unis : 3 avril 2023 (Hulu)
  -  France : 3 avril 2023 (Disney+)

## Distribution
- Brooke Shields  (actrice et modèle)
- Scaachi Koul  (Senior Culture Writer, BuzzFeed)
- Isobel Coleman (en)  (amie)
- Meenakshi Durham (en)  (auteure, The Lolita Effect (en))
- Gavin de Becker  (Security Expert et ami)
- Gregory Butler  (réalisateur, chorégraphe et ami)
- Deborah Tolman (en)  (auteure, Growing Up Girl)
- Jean Kilbourne (en)  (auteure et conférencière)
- Lyda Ely  (amie)
- Laura Linney  (actrice et amie)
- Alexandra Wentworth  (actrice, comédienne et amie)
- Jeffery Alexander  (sociologue culturelle)
- Lionel Richie  (artiste et ami)
- Diana Cunningham  (belle-sœur)
- Judd Nelson  (acteur et ami)
- Drew Barrymore  (actrice et amie)
- Chris Henchy  (mari de Brooke Shield)
- Karina Longworth (en) (historienne du cinéma)
- Grier Henchy  (fille de Brooke Shield)
- Rowan Francis Henchy  (fille de Brooke Shield)

Images d'archives
- Tom Cruise
- Susan Sarandon  (actrice, Pretty Baby)
- Eddie Murphy
- Marilyn Monroe  (actrice et icone)
- Sophia Loren  (actrice et icone)
- Keith Carradine  (acteur, Pretty Baby)
- Ava Gardner
- Dean Cain
- Oprah Winfrey
- Louis Malle  (réalisateur, Pretty Baby)
- Johnny Carson  (Host, The Tonight Show Starring Johnny Carson)
- Franco Zeffirelli  (réalisateur, Endless Love, en français : Un amour infini)
- Andre Agassi
- Byron Allen
- Larry King
- Merv Griffin
- Phil Donahue  (Host, Donahue)
- Randal Kleiser  (réalisateur, The Blue Lagoon)
- Nancy Reagan
- Katie Couric
- David Hartman
- Mike Douglas  (Host, The Mike Douglas Show)
- Barbara Walters  (Television Journalist)
- Diane Sawyer  (Television Journalist)
- Rona Barrett
- John Tesh
- Matt Lauer
- Brian Williams
- Gloria Steinem
- Gallagher